# Chêm Co (sjö i Kina)
Chêm Co (kinesiska: 沉错) är en sjö i Kina. Den ligger i den autonoma regionen Tibet, i den sydvästra delen av landet, omkring 97 kilometer sydväst om regionhuvudstaden Lhasa. Chêm Co ligger 4 431 meter över havet. Arean är 38 kvadratkilometer. Den sträcker sig 11,3 kilometer i nord-sydlig riktning, och 10,0 kilometer i öst-västlig riktning.
Genomsnittlig årsnederbörd är 977 millimeter. Den regnigaste månaden är juli, med i genomsnitt 240 mm nederbörd, och den torraste är december, med 12 mm nederbörd.